# Comuna Todirești, Vaslui
Todirești este o comună în județul Vaslui, Moldova, România, formată din satele Cotic, Drăgești, Huc, Plopoasa, Siliștea, Sofronești, Todirești (reședința), Valea Popii și Viișoara.

## Demografie
Componența etnică a comunei Todirești
     Români (95,54%)
     Alte etnii (0%)
     Necunoscută (4,46%)
Componența confesională a comunei Todirești
     Ortodocși (94,73%)
     Alte religii (0,61%)
     Necunoscută (4,67%)
Conform recensământului efectuat în 2021, populația comunei Todirești se ridică la 2.958 de locuitori, în scădere față de recensământul anterior din 2011, când fuseseră înregistrați 3.214 locuitori. Majoritatea locuitorilor sunt români (95,54%), iar pentru 4,46% nu se cunoaște apartenența etnică. Din punct de vedere confesional, majoritatea locuitorilor sunt ortodocși (94,73%), iar pentru 4,67% nu se cunoaște apartenența confesională.

## Politică și administrație
Comuna Todirești este administrată de un primar și un consiliu local compus din 13 consilieri. Primarul, Petrică Simiuc[*], de la Partidul Social Democrat, este în funcție din 2012. Începând cu alegerile locale din 2024, consiliul local are următoarea componență pe partide politice:
|  | Partid                    | Consilieri | Componența Consiliului | Componența Consiliului | Componența Consiliului | Componența Consiliului | Componența Consiliului | Componența Consiliului | Componența Consiliului | Componența Consiliului | Componența Consiliului | Componența Consiliului | Componența Consiliului |
|  | ------------------------- | ---------- | ---------------------- | ---------------------- | ---------------------- | ---------------------- | ---------------------- | ---------------------- | ---------------------- | ---------------------- | ---------------------- | ---------------------- | ---------------------- |
|  | Partidul Social Democrat  | 11         |                        |                        |                        |                        |                        |                        |                        |                        |                        |                        |                        |
|  | Partidul Național Liberal | 2          |                        |                        |                        |                        |                        |                        |                        |                        |                        |                        |                        |